# Tissu d'écorce
Le tissu d’écorce est un matériau autrefois commun en Asie, en Afrique, en Indonésie et dans le Pacifique, fabriqué principalement à partir d’arbres de la famille des moracées, dont le mûrier d’Espagne, l’arbre à pain et le ficus natalensis. Le procédé consiste à frapper des bandes détrempées d’écorce interne pour en faire des feuilles, qui peuvent ensuite être façonnées en une multitude de produits, dont des vêtements. 

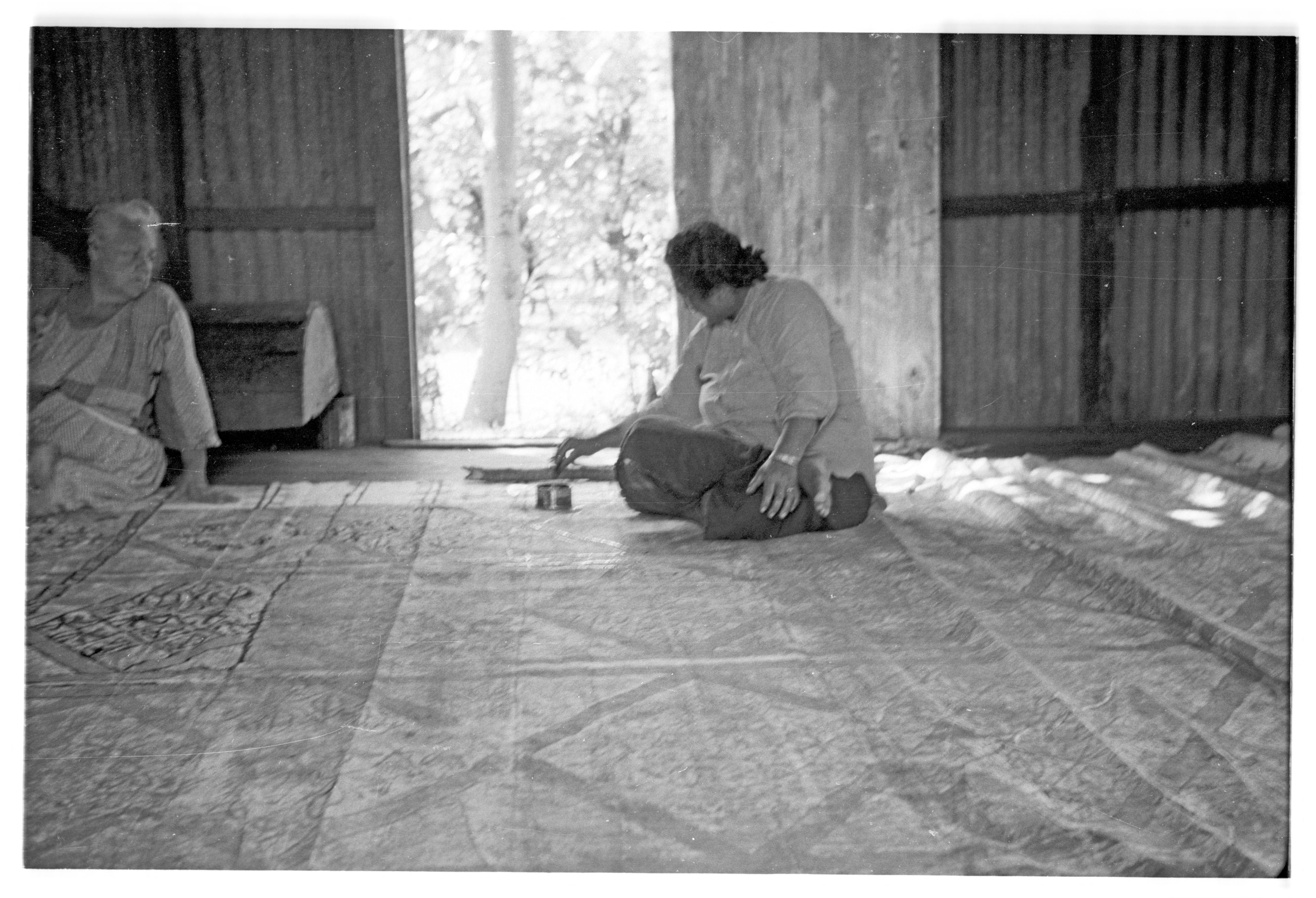
Une femme tongienne peint un tapa, un tissu traditionnel en Polynésie fabriqué à partir d'écorce.

En Afrique centrale, le tissu d’écorce fut traditionnellement fabriqué en Ouganda pendant des siècles, et il s’agit du seul élément ougandais inscrit sur la liste du patrimoine culturel immatériel de l'humanité.
En Indonésie, on l'appelle daluang ou deluang.
En Océanie, on l'appelle tapa. Il est encore utilisé pour l'artisanat d'art.  
Le « tissu d’écorce » moderne est fait de coton densément tissé et dont la texture rugueuse s’apparente à de l’écorce. Il était particulièrement populaire en Occident dans les années 1940 à 1960 pour les tissus de maison tels que les rideaux et la draperie.